# تشاونسي توماس جونيور
تشاونسي توماس جونيور (بالإنجليزية: Chauncey Thomas, Jr.)‏ هو ضابط أمريكي، ولد في 27 أبريل 1850 في Barryville, New York ‏ في الولايات المتحدة، وتوفي في 12 مايو 1919 في باسيفيك غروف في الولايات المتحدة.